# Onda de tornados na Argentina em 1993
A onda de tornados na Argentina em 1993, também chamada de a onda de tornados em Buenos Aires em 1993, já que atingiu praticamente apenas distritos da província de Buenos Aires, foi uma onda de mais de 100 tornados que afetaram parte do país na noite de 13 de abril, sendo até hoje reconhecida pelos serviços mundiais de meteorologia como a maior onda de fenômenos deste tipo registrada no Hemisfério Sul.
Segundo o SNM (Servicio Meteorológico Nacional) da Argentina em 2022, "especialistas calcularam que a área total afetada era superior a 4.000 km2 e estudos mostraram que o sistema de tempestades se movia a 130 km/h, uma velocidade excepcionalmente alta".
Os fenômenos foram classificados entre as categorias F1 e F3, com ventos entre 138 e 266km/h.

## Sinopse
Na tarde de 13 de abril de 1993, numa terça-feira, condições altamente instáveis e a chegada de uma poderosa frente fria à província de Buenos Aires formaram um coquetel perfeito para o desenvolvimento de fortes tempestades acompanhadas de dezenas de tornados. Depois das 20 horas daquele dia quente, começaram a se formar tempestades sobre o centro da província de Buenos Aires que rapidamente se espalharam do distrito de Pehuajó para a costa atlântica entre Necochea e Mar del Plata, numa área que se estimar ter sido superior a 4.000 km2.
Durante a passagem da tempestade, entre as 20h e 23h, mais de 100 tornados foram registrados, numa faixa orientada de noroeste a sudeste e entre os distritos mais afetados esavam Pehuajó, Hipólito Yrigoyen, Carlos Casares, Bolívar, Daireaux, Gral Lamadrid, Olavarría, Tapalqué, Azul, Laprida, Benito Juárez, Tandil, Necochea, Lobería, Balcarce, General Alvarado e General Pueyrredón.

## Consequências

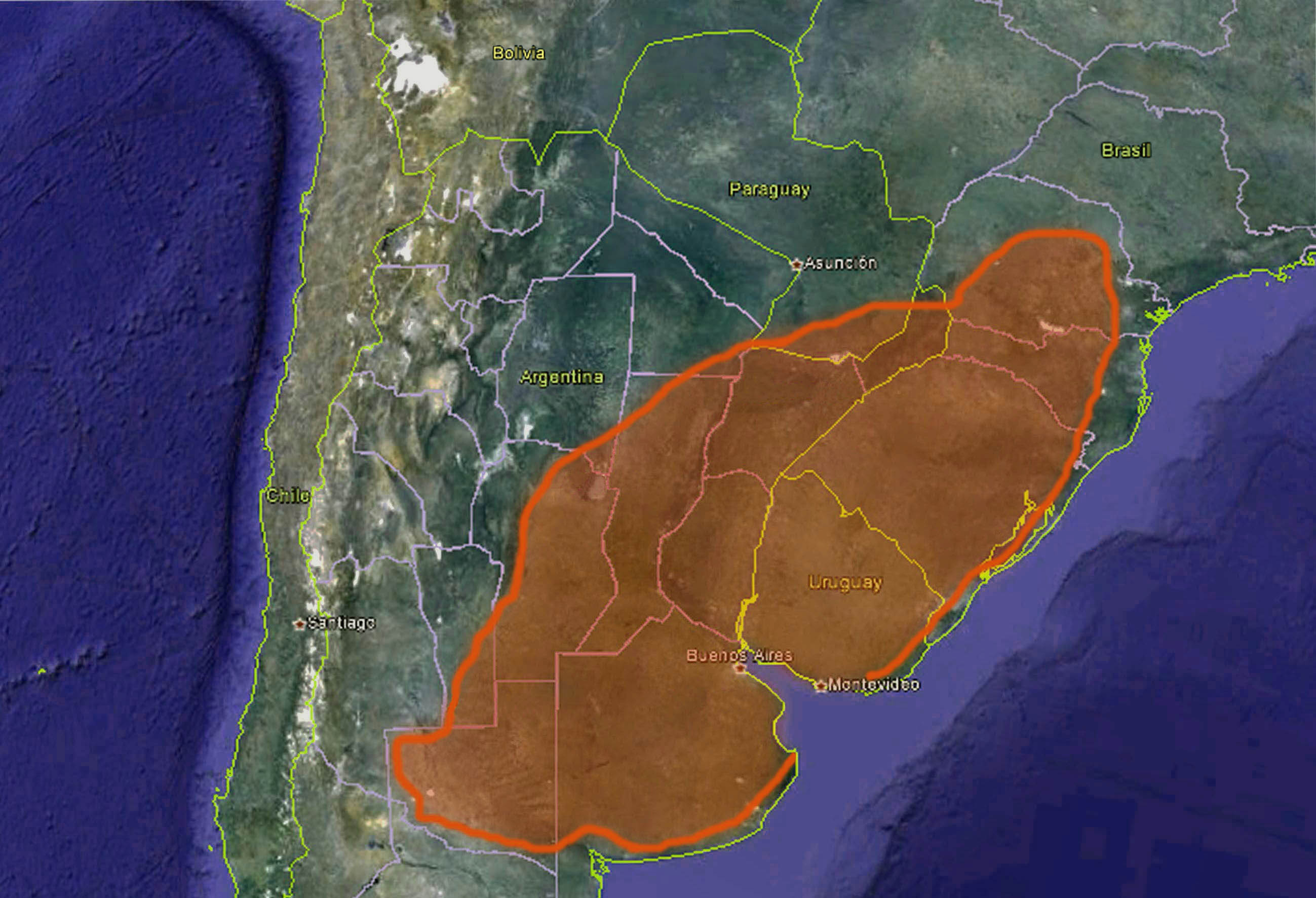
Região da América do Sul (em especial o centro da Argentina) que é considerada a segunda área de maior probabilidade da ocorrência de tornados no mundo, atrás apenas do Corredor de Tornados norte-americano

Entre as cidades mais atingidas estão Henderson e Urdampilleta, atingidas por tornados F3. Já em Mar del Plata um tornado F2 deixou a praça principal irreconhecível.
Embora essas localidades tenham sido severamente danificadas, quase toda a área atingida registrou danos materiais, com telhados arrancados, linhas e galpões de energia destruídos, árvores quebradas e alagamentos devido às fortes chuvas. Sete pessoas morreram e centenas ficaram feridas
Foi um evento inédito na Argentina e reconhecido por todos os meteorologistas do mundo. Além disso, foi a maior onda de tornados registrada em todo o Hemisfério Sul, o que mostra que a região dos pampas argentinos é uma das mais propensas a tornados do mundo.
Este evento foi classificado por especialistas como "extraordinário" e até hoje nenhuma outra tempestade na Argentina conseguiu igualar o número de tornados daquele dia.